# Unité urbaine de Lille (partie française)
Pour les articles homonymes, voir Lille (homonymie).
L'unité urbaine de Lille (partie française) désigne, selon l'Insee, l'ensemble des communes ayant une continuité de bâti autour de la ville de Lille. Cette unité urbaine regroupe 1 063 491 habitants dans 60 communes (partie française) sur une superficie de 446,70 km2.

## Données générales
Dans son zonage de 1999, l'unité urbaine de Lille, pour la seule partie française, regroupait 62 communes rassemblant en 1999 1 000 900 habitants sur 450,26 km2 et, en 2007, 1 014 586 habitants, ce qui en faisait la quatrième unité urbaine française.
Dans le zonage de 2010, elle est passée de 62 à 59 communes qui s'étendent sur 442,50 km2 rassemblant au recensement de 2012 1 024 075 habitants.
Dans le zonage de 2020, l'unité urbaine comprend une commune de plus, Warneton.
En 2022, avec 1 063 491 habitants, elle représente la 1re unité urbaine du département du Nord et elle occupe également le 1er rang dans la région Hauts-de-France. Au niveau national, elle occupe le 5e rang, dépassée en 2021 par l'agglomération de Toulouse.
En 2022, sa densité de population s'élève à 2 381 hab/km2. Par sa superficie, elle représente 7,78 % du territoire départemental mais, par sa population, elle regroupe 40,64 % de la population du département du Nord.
Comme les unités urbaines de Valenciennes et de Maubeuge, qui sont également situées dans le département du Nord, l'unité urbaine de Lille (partie française) est transfrontalière avec la Belgique. Ainsi, sur un plan plus étendu, l'agglomération lilloise appartient à une vaste conurbation formée avec les villes belges de Mouscron, Courtrai, Tournai et Menin qui a donné naissance en janvier 2008 au premier Groupement européen de coopération territoriale, l'Eurométropole Lille Kortrijk Tournai, qui totalise près de deux millions d’habitants.

## Composition 2020 de l'unité urbaine

Agglomérations de plus de 100000 habitants en France en 2022.

L'unité urbaine 2020 de Lille (partie française) est composée des 60 communes suivantes :
| Nom                      | Code Insee | Département | Statut       | Superficie (km2) | Population (dernière pop. légale) | Densité (hab./km2) | Modifier                                    |
| ------------------------ | ---------- | ----------- | ------------ | ---------------- | --------------------------------- | ------------------ | ------------------------------------------- |
| Lille (ville-centre)     | 59350      | Nord        | ville-centre | 34,83            | 238 695 (2022)                    | 6 853              | modifier les données · modifier les données |
| Anstaing                 | 59013      | Nord        | banlieue     | 2,30             | 1 643 (2022)                      | 714                | modifier les données · modifier les données |
| Avelin                   | 59034      | Nord        | banlieue     | 13,76            | 2 575 (2022)                      | 187                | modifier les données · modifier les données |
| Baisieux                 | 59044      | Nord        | banlieue     | 8,68             | 5 361 (2022)                      | 618                | modifier les données · modifier les données |
| Bondues                  | 59090      | Nord        | banlieue     | 13,05            | 9 666 (2022)                      | 741                | modifier les données · modifier les données |
| Bousbecque               | 59098      | Nord        | banlieue     | 6,44             | 4 956 (2022)                      | 770                | modifier les données · modifier les données |
| Capinghem                | 59128      | Nord        | banlieue     | 1,86             | 2 601 (2022)                      | 1 398              | modifier les données · modifier les données |
| Chéreng                  | 59146      | Nord        | banlieue     | 4,18             | 3 040 (2022)                      | 727                | modifier les données · modifier les données |
| Comines                  | 59152      | Nord        | banlieue     | 16,02            | 12 649 (2022)                     | 790                | modifier les données · modifier les données |
| Croix                    | 59163      | Nord        | banlieue     | 4,44             | 20 956 (2022)                     | 4 720              | modifier les données · modifier les données |
| Emmerin                  | 59193      | Nord        | banlieue     | 4,91             | 3 026 (2022)                      | 616                | modifier les données · modifier les données |
| Englos                   | 59195      | Nord        | banlieue     | 1,35             | 616 (2022)                        | 456                | modifier les données · modifier les données |
| Faches-Thumesnil         | 59220      | Nord        | banlieue     | 4,62             | 18 310 (2022)                     | 3 963              | modifier les données · modifier les données |
| Forest-sur-Marque        | 59247      | Nord        | banlieue     | 1,05             | 1 660 (2022)                      | 1 581              | modifier les données · modifier les données |
| Gruson                   | 59275      | Nord        | banlieue     | 3,13             | 1 223 (2022)                      | 391                | modifier les données · modifier les données |
| Hallennes-lez-Haubourdin | 59278      | Nord        | banlieue     | 4,35             | 4 739 (2022)                      | 1 089              | modifier les données · modifier les données |
| Halluin                  | 59279      | Nord        | banlieue     | 12,56            | 20 684 (2022)                     | 1 647              | modifier les données · modifier les données |
| Haubourdin               | 59286      | Nord        | banlieue     | 5,31             | 14 922 (2022)                     | 2 810              | modifier les données · modifier les données |
| Hem                      | 59299      | Nord        | banlieue     | 9,65             | 18 579 (2022)                     | 1 925              | modifier les données · modifier les données |
| Lambersart               | 59328      | Nord        | banlieue     | 6,16             | 27 105 (2022)                     | 4 400              | modifier les données · modifier les données |
| Lannoy                   | 59332      | Nord        | banlieue     | 0,18             | 1 791 (2022)                      | 9 950              | modifier les données · modifier les données |
| Leers                    | 59339      | Nord        | banlieue     | 5,40             | 9 555 (2022)                      | 1 769              | modifier les données · modifier les données |
| Lesquin                  | 59343      | Nord        | banlieue     | 8,41             | 9 356 (2022)                      | 1 112              | modifier les données · modifier les données |
| Lezennes                 | 59346      | Nord        | banlieue     | 2,14             | 2 966 (2022)                      | 1 386              | modifier les données · modifier les données |
| Linselles                | 59352      | Nord        | banlieue     | 11,71            | 8 177 (2022)                      | 698                | modifier les données · modifier les données |
| Lompret                  | 59356      | Nord        | banlieue     | 3,10             | 2 170 (2022)                      | 700                | modifier les données · modifier les données |
| Loos                     | 59360      | Nord        | banlieue     | 6,95             | 22 948 (2022)                     | 3 302              | modifier les données · modifier les données |
| Lys-lez-Lannoy           | 59367      | Nord        | banlieue     | 3,26             | 13 987 (2022)                     | 4 290              | modifier les données · modifier les données |
| La Madeleine             | 59368      | Nord        | banlieue     | 2,84             | 22 161 (2022)                     | 7 803              | modifier les données · modifier les données |
| Marcq-en-Barœul          | 59378      | Nord        | banlieue     | 14,04            | 39 943 (2022)                     | 2 845              | modifier les données · modifier les données |
| Marquette-lez-Lille      | 59386      | Nord        | banlieue     | 4,86             | 11 709 (2022)                     | 2 409              | modifier les données · modifier les données |
| Mons-en-Barœul           | 59410      | Nord        | banlieue     | 2,88             | 21 368 (2022)                     | 7 419              | modifier les données · modifier les données |
| Mouvaux                  | 59421      | Nord        | banlieue     | 4,17             | 13 239 (2022)                     | 3 175              | modifier les données · modifier les données |
| Neuville-en-Ferrain      | 59426      | Nord        | banlieue     | 6,18             | 10 125 (2022)                     | 1 638              | modifier les données · modifier les données |
| Noyelles-lès-Seclin      | 59437      | Nord        | banlieue     | 2,38             | 839 (2022)                        | 353                | modifier les données · modifier les données |
| Pérenchies               | 59457      | Nord        | banlieue     | 3,03             | 8 487 (2022)                      | 2 801              | modifier les données · modifier les données |
| Prémesques               | 59470      | Nord        | banlieue     | 5,07             | 2 029 (2022)                      | 400                | modifier les données · modifier les données |
| Quesnoy-sur-Deûle        | 59482      | Nord        | banlieue     | 14,36            | 6 863 (2022)                      | 478                | modifier les données · modifier les données |
| Ronchin                  | 59507      | Nord        | banlieue     | 5,42             | 19 436 (2022)                     | 3 586              | modifier les données · modifier les données |
| Roncq                    | 59508      | Nord        | banlieue     | 10,59            | 13 873 (2022)                     | 1 310              | modifier les données · modifier les données |
| Roubaix                  | 59512      | Nord        | banlieue     | 13,23            | 99 507 (2022)                     | 7 521              | modifier les données · modifier les données |
| Sailly-lez-Lannoy        | 59522      | Nord        | banlieue     | 4,43             | 1 936 (2022)                      | 437                | modifier les données · modifier les données |
| Saint-André-lez-Lille    | 59527      | Nord        | banlieue     | 3,16             | 12 909 (2022)                     | 4 085              | modifier les données · modifier les données |
| Santes                   | 59553      | Nord        | banlieue     | 7,57             | 5 656 (2022)                      | 747                | modifier les données · modifier les données |
| Seclin                   | 59560      | Nord        | banlieue     | 17,42            | 13 011 (2022)                     | 747                | modifier les données · modifier les données |
| Sequedin                 | 59566      | Nord        | banlieue     | 3,93             | 4 722 (2022)                      | 1 202              | modifier les données · modifier les données |
| Templemars               | 59585      | Nord        | banlieue     | 4,61             | 3 630 (2022)                      | 787                | modifier les données · modifier les données |
| Toufflers                | 59598      | Nord        | banlieue     | 2,39             | 3 964 (2022)                      | 1 659              | modifier les données · modifier les données |
| Tourcoing                | 59599      | Nord        | banlieue     | 15,19            | 99 160 (2022)                     | 6 528              | modifier les données · modifier les données |
| Tressin                  | 59602      | Nord        | banlieue     | 1,89             | 1 390 (2022)                      | 735                | modifier les données · modifier les données |
| Vendeville               | 59609      | Nord        | banlieue     | 2,57             | 1 615 (2022)                      | 628                | modifier les données · modifier les données |
| Verlinghem               | 59611      | Nord        | banlieue     | 10,08            | 2 678 (2022)                      | 266                | modifier les données · modifier les données |
| Villeneuve-d'Ascq        | 59009      | Nord        | banlieue     | 27,46            | 62 342 (2022)                     | 2 270              | modifier les données · modifier les données |
| Wambrechies              | 59636      | Nord        | banlieue     | 15,47            | 10 984 (2022)                     | 710                | modifier les données · modifier les données |
| Warneton                 | 59643      | Nord        | banlieue     | 4,17             | 233 (2022)                        | 56                 | modifier les données · modifier les données |
| Wasquehal                | 59646      | Nord        | banlieue     | 6,86             | 20 674 (2022)                     | 3 014              | modifier les données · modifier les données |
| Wattignies               | 59648      | Nord        | banlieue     | 6,31             | 15 756 (2022)                     | 2 497              | modifier les données · modifier les données |
| Wattrelos                | 59650      | Nord        | banlieue     | 13,44            | 40 881 (2022)                     | 3 042              | modifier les données · modifier les données |
| Wervicq-Sud              | 59656      | Nord        | banlieue     | 5,09             | 5 446 (2022)                      | 1 070              | modifier les données · modifier les données |
| Willems                  | 59660      | Nord        | banlieue     | 5,80             | 2 969 (2022)                      | 512                | modifier les données · modifier les données |

## Évolution démographique
L'évolution démographique ci-dessous concerne l'unité urbaine selon le nouveau zonage de 2020.
| 1968    | 1975    | 1982    | 1990    | 1999    | 2006      | 2011      | 2016      | 2022      |
| ------- | ------- | ------- | ------- | ------- | --------- | --------- | --------- | --------- |
| 913 795 | 960 462 | 962 702 | 978 096 | 999 975 | 1 015 973 | 1 019 033 | 1 041 628 | 1 063 491 |